# Irina Skóbtseva
Irina Konstantínovna Skóbtseva (en ruso: Ири́на Константи́новна Ско́бцева; Tula, 22 de agosto de 1927 - Moscú, 20 de octubre de 2020) fue una actriz soviética y rusa. Segunda esposa de Serguéi Bondarchuk.

## Biografía
Irina Konstantínovna Skóbtseva nació el 22 de agosto de 1927 en Tula. Su padre era investigador en la Dirección Principal del Servicio Meteorológico, su madre trabajaba en el archivo.
Después de graduarse, Irina ingresó en el departamento de arte de la Facultad de Historia de la Universidad Estatal de Moscú. Mientras estudiaba, actuó en el teatro estudiantil.
Después de graduarse de la Universidad Estatal de Moscú en 1952, ingresó en la Escuela de Teatro de Arte de Moscú, de la que se graduó en 1955.
En el mismo año, Irina Skóbtseva hizo su debut cinematográfico como Desdemona en la película Otelo de Serguéi Yutkévich. La película ganó el premio al Mejor Director en el Festival de Cine de Cannes de 1956 y recibió diplomas y premios en otros festivales de cine internacionales. En Cannes, Irina Skóbtseva recibió el título "Miss Encanto del Festival de Cine de Cannes".
Después de que Otelo Irina Skóbtseva, quien permaneció en la vista de la audiencia principalmente como una heroína romántica, recurrió a la actuación de personajes. Interpretó a Cyrus en la adaptación cinematográfica de la obra de teatro de Leonid Leónov The Ordinary Man (1956) y Klavdia Nikoláievna en Unrepeatable Spring (1957).
El rodaje en Otelo, donde el socio de Skóbtseva era el actor y director Serguéi Bondarchuk, quien en 1959 se convirtió en su marido, sentó las bases de varios de sus trabajos conjuntos en el cine. La actriz interpretó tanto en las películas producidas por el propio Bondarchuk, Guerra y paz (1965-1967), They Fought for Their Country (1975), Steppe (1977), Boris Godunov (1986), como en películas de otros directores - Splendid Days (1960), Silence of Doctor Evans (1973), Take Aim (1975), Such High Mountains (1974), Velvet Season (1978), Father Sergius (1978), The Gadfly (1980).
Irina Skóbtseva también interpretó papeles en las imágenes de Bondarchuk como Waterloo (1970), Red Bells II (1982) y Quiet Flows the Don (1992), el último trabajo de Serguéi Bondarchuk.
En las imágenes de Georgui Danelia Caminando por las calles de Moscú (1963), Treinta y tres (1965) y Perdidos sin esperanza (1973), Irina Skóbtseva apareció como una actriz de comedia. Uno de sus mejores papeles de comedia es Lidia Serguéievna en la película Zigzag of Success de Eldar Riazánov (1969).
La actriz interpretó los papeles principales en las películas The Mysterious Heir (1987), The Ghosts of the Green Room (1991), Zorka Venus (2000)
En 2000, Skóbtseva protagonizó la serie The Heirs (2001, 2005), Amber Wings (2003), Women's Logic (2004, 2005), Gold (2012). Actuó en películas y series como Actriz (2007), La isla habitada (2009), In the Style of Jazz (2010), The White Guard (2012), The Secret of the Dark Room (2014), y Dangerous Holidays (2016).
Desde 1957, Skóbtseva fue actriz del Teatro Nacional de Actores de Cine.
Desde 1971, enseñó actuación, fue profesora asistente del departamento de actuación en el VGIK y junto con Serguéi Bondarchuk dirigió un estudio de actuación. Entre sus alumnos se encontraban Olga Kabo, Natalia Andréichenko, Vladímir Básov Jr., Alekséi Iváschenko, entre algunos otros.

## Reconocimientos
- Artista de honor de la RSFSR (1965)
- Título de Artista del Pueblo de la RSFSR en 1974.
- En 1997, recibió la Orden de la amistad.[1]
- En 2017, la actriz recibió la Orden de San Sergio de Radonezh.[1]
- Irina Skobtseva recibió el premio con el nombre de Stanislav y Andrei Rostotsky por sus papeles en los largometrajes Otra mujer, otro hombre (2003), Alas de ámbar (2003), un premio especial del jurado para el elenco de la película Los herederos (2001) Społokhi en Arcángel.[1]
- Orden de honor (2018)

## Vida personal
Irina Skóbtseva se casó con el actor y director de cine Serguéi Bondarchuk, quien falleció en 1994. Su hija, Yelena Bondarchuk fue actriz de teatro y cine, falleció en 2009 a causa del cáncer de mama. Su hijo, Fiódor Bondarchuk es director de cine, actor y productor, presidente de la junta directiva de Lenfilm.
Se retiró parcialmente en la década de 1980, pero siguió realizando algunas apariciones en televisión. Falleció el 20 de octubre de 2020 a la edad de noventa y tres años.

## Filmografía seleccionada
- Otelo (1956) como Desdemona
- Una primavera única (1957) como Claudia Novozhílova
- Días espléndidos (1960) como Marianna
- Caminando por las calles de Moscú (1963) como Nadia
- Treinta y tres (1965) como Vera Serguéievna
- Guerra y paz (1966-1967) como Hélène Kuragin
- Zigzag of Success (1968) como Lidia Serguéievna, fotógrafa
- Waterloo (1970) como Maria
- Perdidos sin esperanza (1973) como viuda de Douglas
- Amor terrenal (1974) como Elizaveta Polivánova
- Take Aim (1975) como Marina Kurchátova
- Lucharon por su país (1975) como enfermera principal
- El padre Sergio (1978) como baronesa
- El tábano (1980) como Gladys Burton
- Red Bells II (1983) como la condesa Pánina
- Mary Poppins, Adiós (1983) como Miss Lark
- El tiempo y los Conways (1984) como Magee
- Borís Godunov (1986) como posadero
- La envidia de los dioses (2000) como la madre de Sonia
- Alas de ámbar (2003) como Yelizaveta Serguéievna
- Heat (2006) como casero
- Happy Together (2006, TV) como la madre de Laura Lariónova
- Actriz (2007) como Varvara Fomínichna
- In the Style of Jazz (2010) como ex suegra de Serguéi Savéliev
- La guardia blanca (2012, TV) como Maria Nai-Turs